# کلر رایت
کلر رایت (به انگلیسی: Claire Wright) ژیمناست زادهٔ ۵ اوت ۱۹۷۹ میلادی اهل کشور بریتانیا است.